# Cauê Cecilio da Silva
Cauê Cecilio da Silva (født 24. maj 1989) er en brasiliansk fodboldspiller, som spiller for den japanske fodboldklub Albirex Niigata.